# NGC 4801
NGC 4801 (również PGC 43946) – galaktyka soczewkowata (S0), znajdująca się w gwiazdozbiorze Wielkiej Niedźwiedzicy. Odkrył ją William Herschel 26 kwietnia 1789 roku. Jest to najjaśniejsza galaktyka klastra.